# Ніндзя апокаліпсису
«Ніндзя апокаліпсісу» (англ. Ninja Apocalypse) — постапокаліптичний американський фільм режисера Ллойда Лі Барнетта про постапокаліптичне майбутнє, мутантів та зомбі. Прем'єра 5 серпня 2014 року у (США). Місце зйомок: 1317 Willow St, Лос-Анджелес, Каліфорнія, США.
У фільму є однойменні фільми, відзняті у Японії та Тайвані раніше «Kairyu daikessen» (1966) та «Fei yan zou bi» (1982), а також фільм «Ninja Apocalypse!» (2007).

## Сюжет
Пройшли десятки років після Ядерної війни. Ті, що вижили, отримали надзвичайні здібності. Головний клан десь в Америці збирає усіх представників кланів, щоб повідомити, що сусідня держава хоче окупувати їх землі і кланам треба об'єднатися проти ворога і перестати битися між собою. Але старійшину вбивають і клани ніндзя повинні боротися за свій шлях по підземному ядерному бункеру, наповненому ордами надприродних ворогів, мутантів і зомбі, що люблять людську плоть. Сховище величезне - в тисячу футів нижче земної кори, ці ніндзя зіткнуться з пеклом і вибратися на поверхню буде дуже важко...

## Актори
- Крістіан Олівер - Кейдж,
- Лес Брандт - Сургі,
- Кері-Хіроюкі Тагава - Фумітака,
- Ерні Рейєс-молодший - Хіроші,
- Ісаак С. Сінглтон молодший - Небо,
- Каіві Ліман - Трильйон,
- Вест Лян - Беккер,
- Тара Маккен - Мар,
- Антуанетта Каладж - Сирена,
- Елвін Сін - Горацій,
- Брайан Картаго - Рафтер,
- Марк Хейдельбергер - ніндзя капітан гвардії.